# Farmsen (Schellerten)
Farmsen is een plaats in de Duitse gemeente Schellerten, deelstaat Nedersaksen, en telt 250 inwoners (2004).